# Pointon and Sempringham
Pointon and Sempringham est une paroisse civile du Lincolnshire, en Angleterre.